# Opoptera fuscata
Opoptera fuscata är en fjärilsart som beskrevs av Hans Ferdinand Emil Julius Stichel 1907. Opoptera fuscata ingår i släktet Opoptera och familjen praktfjärilar. Inga underarter finns listade i Catalogue of Life.